# Bogusław Płaza
Bogusław Płaza (ur. 31 maja 1928 w Łukawce) – polski działacz partyjny i państwowy, wojskowy, podsekretarz stanu w Ministerstwie Kultury i Sztuki (1972–1973).

## Życiorys
Syn Karola, z zawodu socjolog. Od 1944 do 1945 służył w Ludowym Wojsku Polskim, od 1945 do 1949 szef sztabu grupy operacyjnej Korpusu Bezpieczeństwa Wewnętrznego. Od 1946 członek PPR, a następnie PZPR. Od 1946 członek Polskiej Partii Robotniczej, przekształconej następnie w Polską Zjednoczoną Partię Robotniczą. Od 1950 do 1951 pracownik Centralnego Urzędu Kinematografii. W 1952 zatrudniony w Ministerstwie Kultury i Sztuki jako wicedyrektor i dyrektor Gabinetu Ministra, a od 1957 zastępca szefa Biura Współpracy Kulturalnej z Zagranicą. Od lutego 1972 do lipca 1973 pełnił funkcję podsekretarza stanu w tym resorcie. Został odznaczony Złotym Krzyżem Zasługi (1954) i Medalem 10-lecia Polski Ludowej (1955).